# Квашине
Ква́шине — селище Амвросіївської міської громади Донецького району Донецької області, Україна.

## Загальні відомості
Відстань до райцентру становить близько 12 км і проходить автошляхом Т 0507. У селищі розташований пункт контролю на кордоні з Росією Квашине—Успенська.
Унаслідок російської військової агресії із серпня 2014 р. Квашине перебуває на території ОРДЛО.

## Населення
За даними перепису 2001 року населення селища становило 122 особи, з них 2,46 % зазначили рідною мову українську, 95,9 % — російську, 0,82 % — вірменську та молдовську мови.